# Jachnun

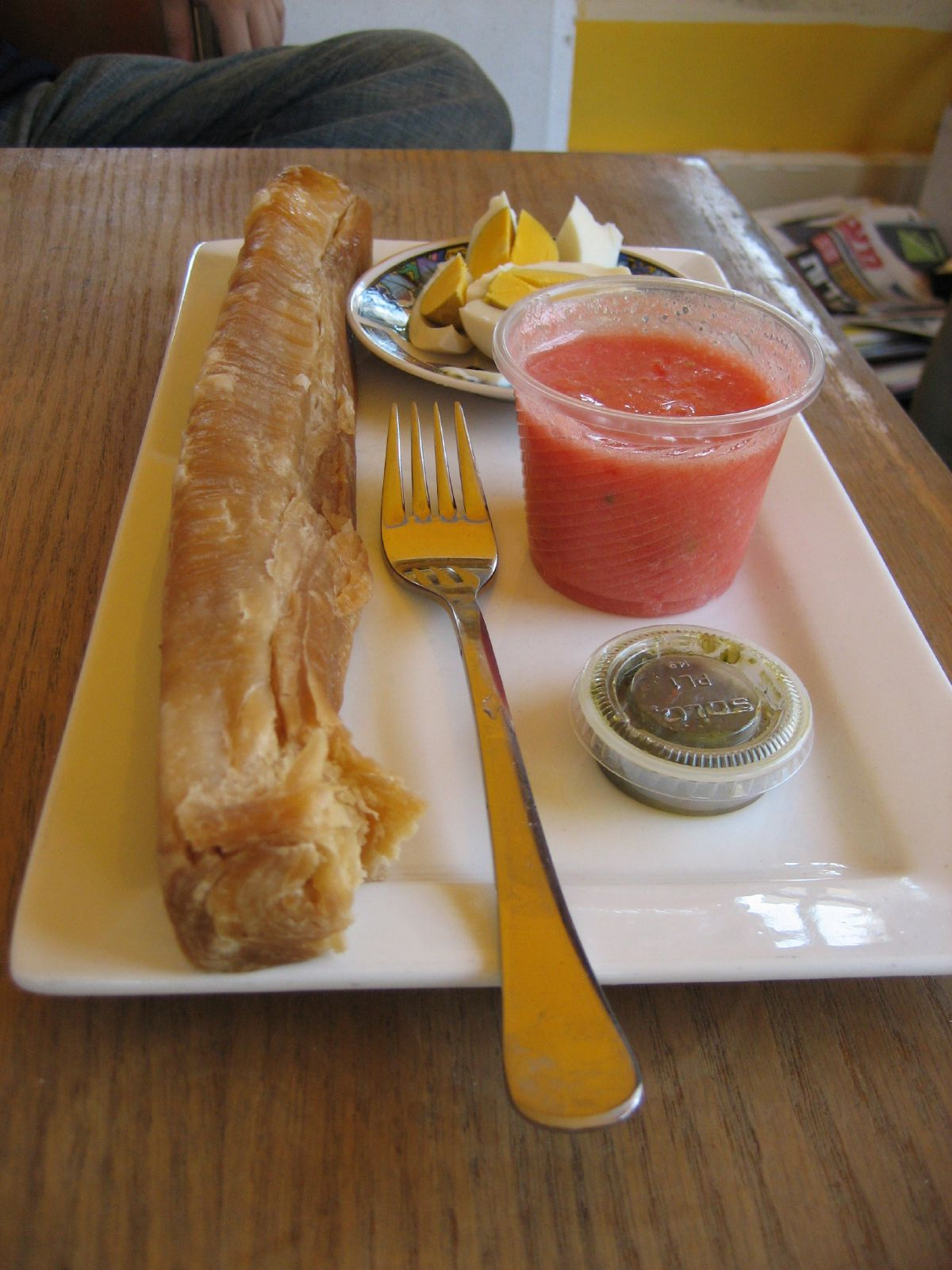
Jachnun a l'esquerra, servit amb salsa de tomàquet i zehug.

El jachnun (en hebreu ג'חנון; una denominació alternativa és jihnun) és un plat tradicional de la cuina israeliana. Es prepara generalment com a esmorzar amb una massa enrotllada que es cuina a foc molt lent durant prop de deu hores. Se sol servir generalment amb una salsa de tomàquet i uns ous durs i una mica de skhug (una mena de salsa picant jueva). Era l'esmorzar tradicional del sàbat dels jueus iemenites.

## Característiques
La massa emprada per a la seva elaboració es fa de farina de blat que es posa en un forn a 90 °C durant tota una nit, quan està elaborada adquireix una consistència suau i un color marró.